# Никитин, Валерий Валентинович
Вале́рий Валенти́нович Ники́тин (17 февраля 1940, село Плужное, Каменец-Подольская область, УССР, СССР — 25 мая 2024) — марийский археолог. Специалист в области материального наследия народов Среднего Поволжья эпохи каменного века.

## Биография
В 1957 году учился в Плужнянском СПТУ, после окончания работал на целинных землях в Карагандинской области Казахской ССР.
С 1959 по 1962 год Валерий Валентинович служил в Советской Армии в танковом полку в г. Владимир-Волынский Волынской области Украинской ССР.
Окончил Марийский государственный педагогический институт (1966).
С 1969 по 1971 год Валерий Валентинович работал заведующим дореволюционным отделом Республиканского научно-краеведческого музея.
С 1971 года научный сотрудник, позже заведующий Отделом археологии Марийского научно-исследовательского института языка, литературы и истории.
Автор свыше 100 печатных работ, среди которых несколько книг, в том числе «Атласа археологических памятников Марийской АССР» (в соавторстве) (1990).
Умер 25 мая 2024 года в возрасте 84 лет.

## Научная деятельность
В 1969 году Валерий Валентинович начал свои полевые исследования под руководством Г.А Архипова.
С 1970 по 1973 год вместе с Г. А. Архиповым исследовал Уржумкинский и Выжумский археологические комплексы и Починковский могильник древнемарийской культуры.

## Семья
- Супруга — марийский археолог Татьяна Багишевна Никитина (Шикаева) (род. 1954)

## Научные, учёные и почётные звания и степени
- Кандидат исторических наук (1982)
- Доктор исторических наук (1997)
- Заслуженный деятель науки Республики Марий Эл (1995)
- Почётная грамота Республики Марий Эл
- Государственная премия Республики Марий Эл в области научной публикации естественных и гуманитарных наук имени М. Н. Янтемира (2009)
- Медаль ордена «За заслуги перед Марий Эл» (2015)[5]

## Основные научные работы
- Материалы к археологической карте Марийской АССР. Йошкар-Ола, 1978. Вып. 2 (соавтор - П.Н. СТАРОСТИН). 102 с
- Материалы к археологической карте Марийской АССР. Йошкар-Ола, 1982. Вып. 3 (соавтор - B.C. ПАТРУШЕВ). 112 с.
- Атлас археологических памятников Марийской АССР. Эпоха камня и раннего металла. Йошкар-Ола, 1990. Вып. 1 (соавтор - Б.С. СОЛОВЬЕВ). 242 с.
- Никитин В. В. Медно-каменный век Марийского края (середина III- начало II тыс. до н. э.).— Йошкар-Ола, 1991
- Каменный век Марийского края. Йошкар-Ола, 1996. Тр. МарАЭ. Т. IV. 180 с.
- Поселения и постройки Марийского Поволжья (эпоха камня и бронзы). Йошкар-Ола, 2002. Тр. МарАЭ. Т. VII (соавтор - Б.С. СОЛОВЬЕВ). 161 с[4].